# Rocar
Die Aktiengesellschaft ROCAR S.A. (bis 1993 Uzina Autobuzul București beziehungsweise von 1955 bis 1970 Uzinele Tudor Vladimirescu) war ein rumänischer Hersteller von Nutzfahrzeugen, der von 1951 bis 2002 bestand und in Bukarest ansässig war. Hergestellt wurden Lieferwagen, Omnibusse und Oberleitungsbusse.

## Geschichte

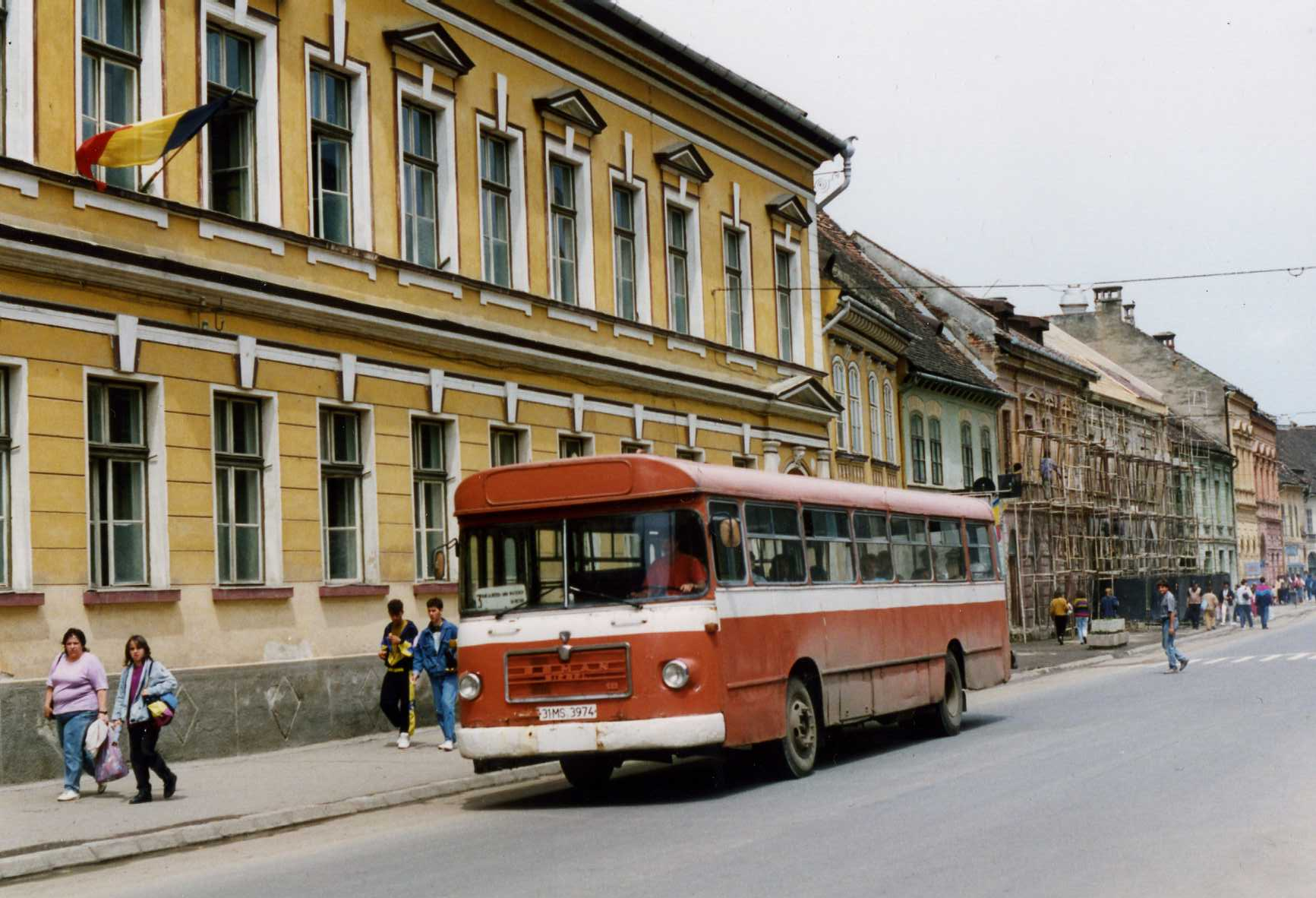
Bus vom Typ ROMAN 112-UD, der Lizenzbau des MAN-Metrobusses (1994)

1951 wurde die Gesellschaft gegründet und erste Fertigungslinien für Nutzfahrzeuge und landwirtschaftliche Maschinen installiert. Ein werkseigener Sportverein wurde 1953 unter dem Namen Autobuzul Bukarest gegründet. 1956 entstand der erste Kraftomnibus auf einem Lkw-Fahrgestell, und 1957 erweiterte man die Palette auf Oberleitungsbusse, Kleinbusse und Pritschenwagen nach eigenen Entwürfen. Ab 1968 exportierte ROCAR Fahrzeuge in osteuropäische Staaten, nach Afrika, Südamerika und in den Nahen Osten. 1971 erkaufte die Firma eine Lizenz zum Nachbau von Dieselmotoren und Fahrzeugen von MAN. Ein Teil der Produktion wurde seit den 1970er Jahren unter der Marke Diesel Auto Camion (abgekürzt DAC) ausgeliefert. Ab 1990 kooperierte ROCAR mit De Simon, einem italienischen Hersteller für Omnibusaufbauten.

## Produktlinien

### Stadtbusse
- U 112

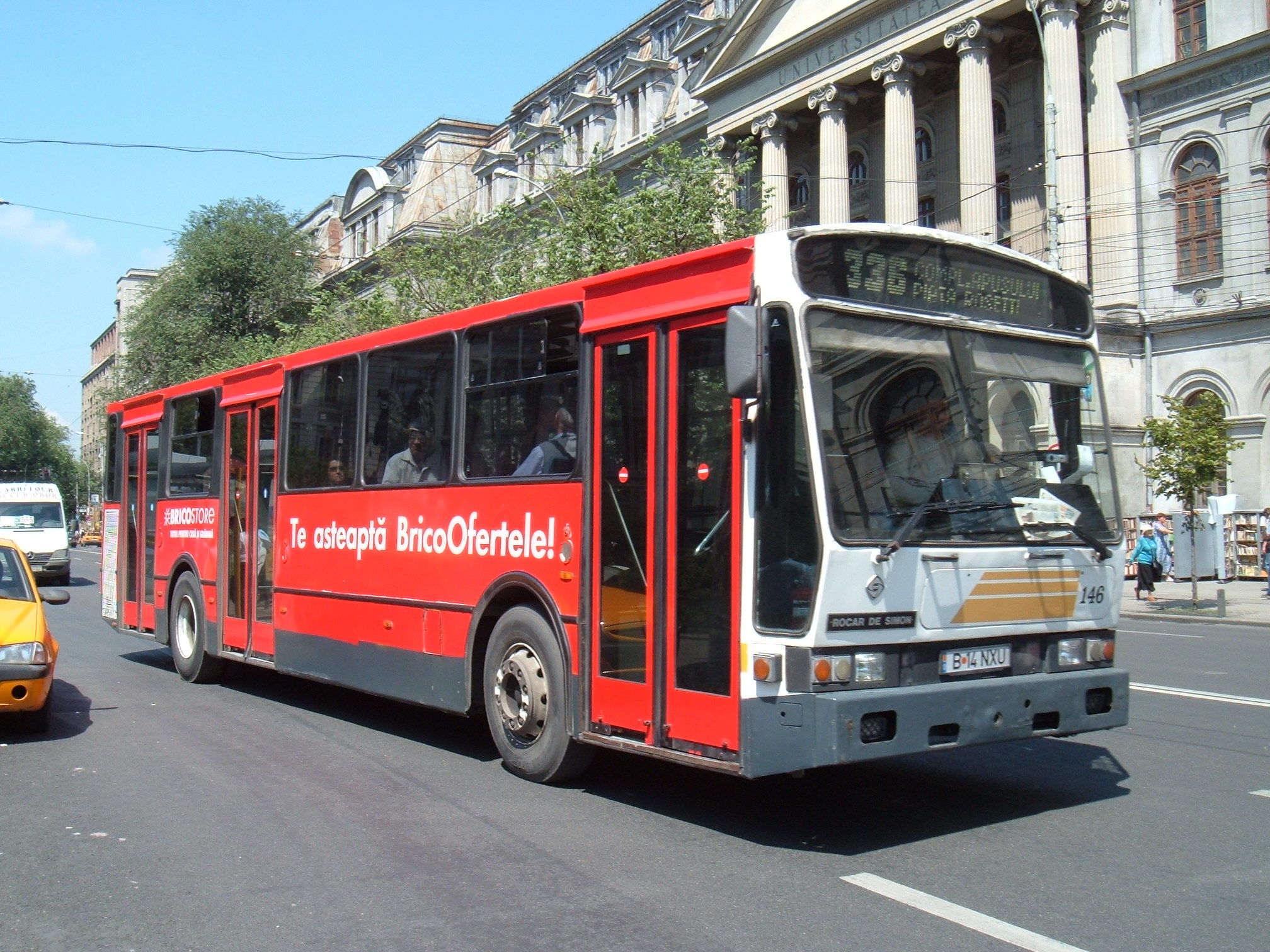
Rocar De Simon U 412 in Bukarest

- 27+78+1 Passagiere, Einzelradaufhängung; Dieselmotor: D 2156 HM 81 U nach MAN-Lizenz mit 192 PS (141 kW) zwischen den Achsen; Handschaltgetriebe, 4 + 1 Gänge; Höchstgeschwindigkeit: 71 km/h
- U 312

- 25+78+1 Passagiere; Starrachse vorne; Motor RABA D 10 UTS - 245 PS (180 kW) - Euro 2 zwischen den Achsen; Automatikgetriebe Voith DIWA D863.1, 3 + 1 Gänge; Höchstgeschwindigkeit: 67 km/h
- U 412 (De-Simon-Aufbau)

- 25+75+1 Passagiere; Starrachse vorne; Motor: MAN D 0826 LUH 13 - 260 PS (191 kW) - Euro 2; im Heck; Automatikgetriebe, Voith DIWA D851.2, 3 + 1 Gänge; Höchstgeschwindigkeit: 75 km/h
- U 117 (Gelenkbus)

- 42+102+1 Passagiere; Motorenpalette: D 2156 HM 81 U - 192 PS (141 kW) / D 2156 MT 81 U - 240 PS (176 kW); Handschaltgetriebe, 4 + 1 Gänge; Höchstgeschwindigkeit: 71 km/h

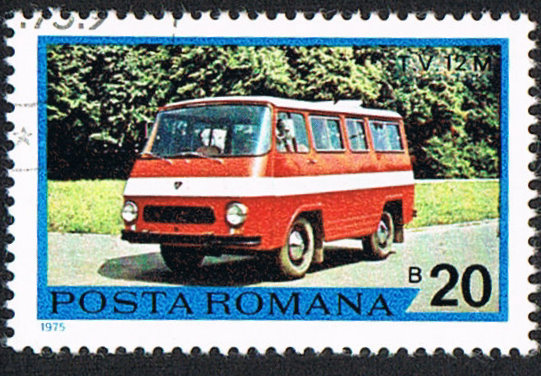
TV 12 M auf rumänischer Briefmarke

- Weitere Modelle: TV 1; TV 2; TV 7/71R (Midibus); TV 35 M (Minibus); TV 20 U/R (Stadt- / Reisebus); Roman 108/109 (Midibus); Rocar Montana (Midibus); Rocar U 812

### Reisebusse
- I & T 111

- 43+(27 beim I 111)+1 Passagiere; Motorenpalette: D 2156 HM 81 U - 192 PS (141 kW) (nur I 111) / D 2156 MT 85 U - 240 PS (176 kW) / D 2156 MTN 8 - 256 PS (188 kW); Handschaltgetriebe, 5 + 1 Gänge; Höchstgeschwindigkeit: 110 km/h
- I & T 311 (mit eigenen und zugekauften Motoren - Euro 1 & 2)

- 43+1 Passagiere; Motor: Daimler-Benz OM 442 A - 340 PS (250 kW); Handschaltgetriebe, 6 + 1 Gänge; Höchstgeschwindigkeit: 110 km/h
- Weitere Modelle: Rocar Satellit 108 RD (7,7 m langer Midibus); Rocar Montana 109 RDM

### Oberleitungsbusse

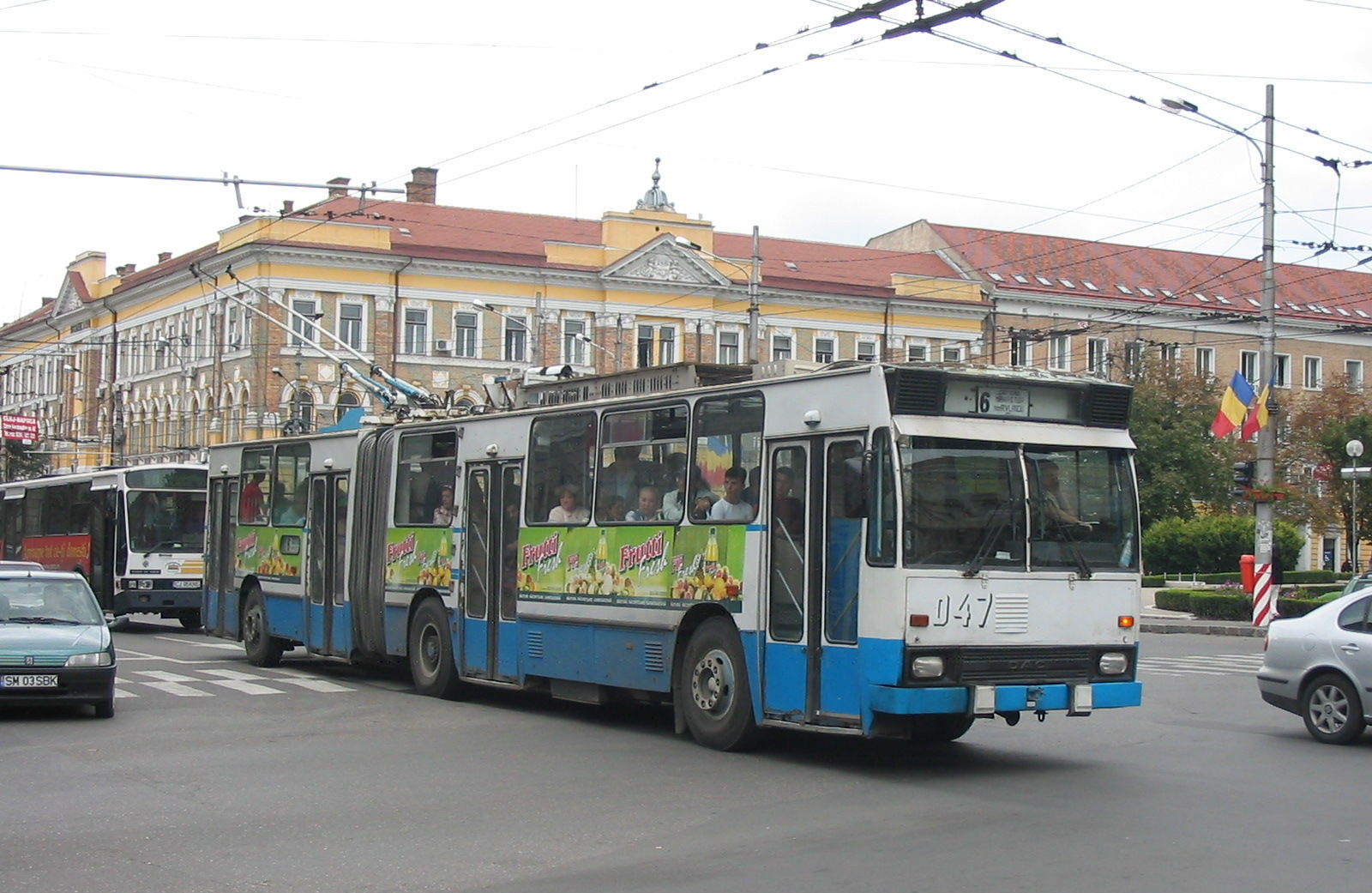
Rocar DAC 217 E in Cluj-Napoca

- 212 E (Oberleitungsbus mit logischer Kontrolleinheit)

- 28+64+1 Passagiere; Motor: TN 76 - 125 kW; Höchstgeschwindigkeit: 60 km/h
- 312 E (Oberleitungsbus mit Chopper)

- 26+69+1 Passagiere; Motor: TN 76 - 125 kW; Höchstgeschwindigkeit: 60 km/h
- 412 E (Oberleitungsbus mit Chopper, Fahrmotor im hinteren Überhang)

- 25+68+1 Passagiere; Motor: TN 96R - 150 kW; Höchstgeschwindigkeit: 60 km/h
- 512 E (Oberleitungsbus mit Chopper, Fahrmotor im hinteren Überhang)

- 20+68+1 Passagiere; Motor: TN 76 - 125 kW; Höchstgeschwindigkeit: 60 km/h
- 217 E (Oberleitungs-Gelenkbus)

- 39+117+1 Passagiere; Motor: TN 81 - 175 kW; Höchstgeschwindigkeit: 60 km/h
- Weitere Modelle: TV 2E; TV 20E; DAC 112 E; DAC 117 EA; Rocar 812 E

### Leichte Nutzfahrzeuge

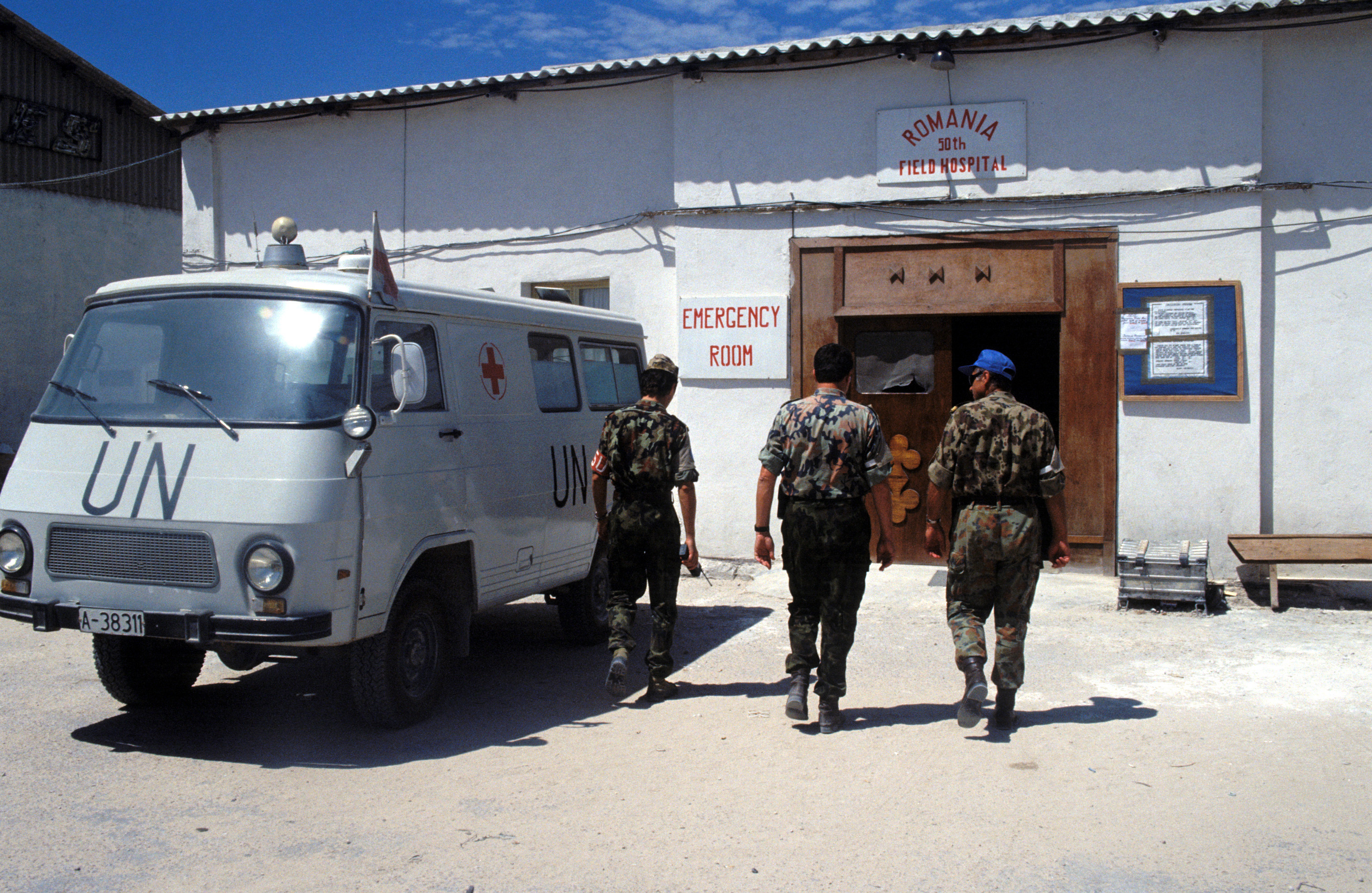
Krankenwagen TV 12 S vor dem Feldkrankenhaus der Vereinten Nationen in Mogadischu (1993)

- 33 (F-Kombis / M-Kleinbusse / C-Pritschenwagen / A-Fahrgestelle / FA-Werkstattwagen / S-Krankenwagen)

- bis zu 14+1 Passagiere (Kleinbusse); zul. Gesamtgewicht: 3350 kg / Nutzlast: 1200–1400 kg; Motorenpalette: ARO D 127 - 68 PS (50 kW) - Diesel / ARO L 25 - 83 PS (61 kW) - Benzin; Handschaltgetriebe, 4 oder 5 + 1 Gänge; Antriebsvarianten: 4×2 und 4x4; Höchstgeschwindigkeit: 100 km/h
- 40 (F-Kombis / M-Kleinbusse / C-Pritschenwagen / A-Fahrgestelle / I-Kühlwagen / CD-Doppelkabinen)

- bis zu 14+1 Passagiere (Kleinbusse); zul. Gesamtgewicht.: 4000 kg / Nutzlast: 1200–1800 kg; Motorenpalette: ARO D 127 - 68 PS (50 kW) - Diesel / ANDORIA - 90 PS (66 kW) - Diesel - Euro 2; Renault - 106 PS (78 kW) - Diesel - Euro 2; Handschaltgetriebe, 4 oder 5 + 1 Gänge; Zwillingsbereifung an der Hinterachse; Höchstgeschwindigkeit: 110 km/h
- Weitere Modelle: TV-Kleintransporter TV 4/41 (M,F,C,S); TV 5/51/52 (M,F,C,S); TV 12 (M,F,C,S); TV 14 (M,F,C,S); TV 14; TV 15; TV 35; TV 105; TV 106; TV 206